# Viriate
Viriate ou Viriathe (en français, Viriatus ou Viriathus en latin, Viriato en portugais, en espagnol et en italien, Viriathus en  allemand et en anglais), né vers 180 av. J.-C. et mort en 139 av. J.-C. est le plus important dirigeant du peuple lusitanien qui résista à l'expansion romaine dans l'ouest de la péninsule ibérique où la province romaine de Lusitanie sera finalement établie après la conquête.
Il apparaît sur la scène historique lors du massacre des Lusitaniens par le préteur romain Servius Sulpicius Galba en 150 av. J.-C., auquel il survit.

## Biographie

### Origine
La date et le lieu de sa naissance ne sont pas connus avec certitude : son origine pourrait correspondre au territoire actuel du Portugal ou à celui de l'Espagne. Certains habitants identifient son lieu de naissance comme étant Folgosinho (pt), un village de bergers dans la Serra da Estrela.

### Action
À partir de 154 av. J.-C., les Lusitaniens sont en guerre avec les Romains : en 151 av. J.-C., le préteur Servius Galba les massacre perfidement. À la tête des survivants se trouvait Viriate, un pâtre doté d'une capacité physique et morale qui réussit à rassembler un groupe de brigands armés. Viriate se révèle excellent tacticien et prend progressivement la tête des différentes troupes lusitaniennes. Il commence alors une lutte sans merci contre les troupes romaines.
Il connut son premier succès en 147 av. J.-C., parvenant à faire s'échapper des troupes lusitaniennes encerclées par les Romains, et vouées à une fin certaine.
Ce coup d'éclat lui permit de prendre la direction générale des opérations militaires, transformant ce conflit, qui n'était jusque-là qu'une suite d'escarmouches ou de batailles isolées, sans liens entre elles, en une véritable campagne militaire de grande ampleur.
Durant les deux années qui suivirent, il prit avec ses troupes le contrôle effectif d'un territoire considérable, les défaites romaines se succédant. Ces victoires, amplement fêtées et dont l'annonce était répandue par les Lusitaniens eux-mêmes partout dans la péninsule Ibérique, encouragèrent les Celtibères à reprendre leur résistance face à Rome, et à ouvrir un nouveau front au nord-ouest de la péninsule Ibérique.

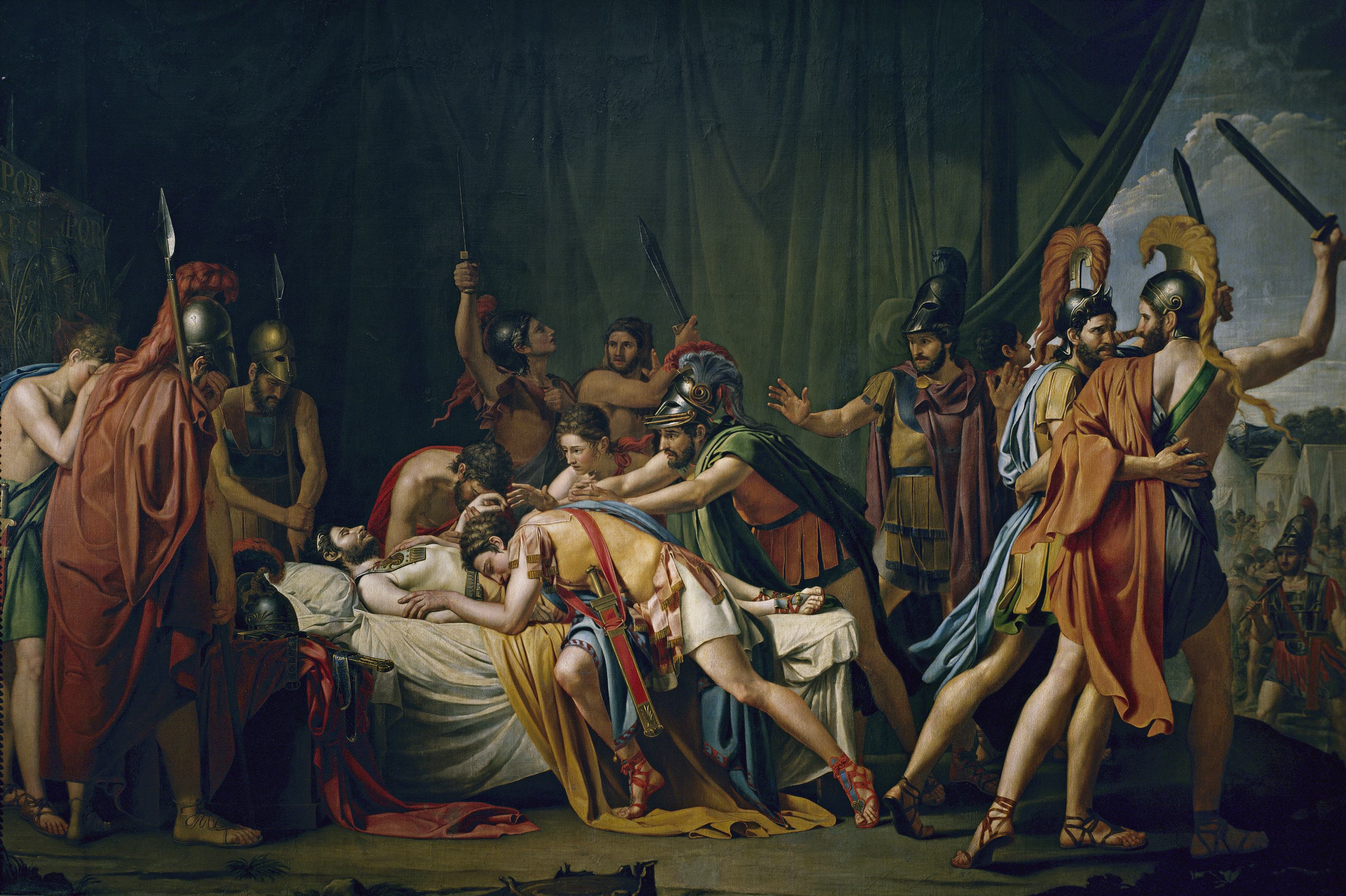
José de Madrazo, La mort de Viriate.

Le Sénat romain, tentant de prendre la mesure des événements, et allégé du « fardeau carthaginois » (la cité de Carthage fut détruite en 146 av. J.-C.), y envoya une nouvelle armée qui n'eut guère plus de succès que les précédentes, et qui fut remplacée au bout de deux ans par une autre commandée par Quintus Fabius Maximus Servilianus.
Celui-ci parvint à saper les fondements du pouvoir de Viriate dans la zone qu'il contrôlait au sud-ouest de la péninsule, mais fut pris au piège dans une des grandes œuvres stratégiques du chef lusitanien. Cet événement marqua le tournant de la guerre en cours : l'armée romaine à sa merci, Viriate pouvait accomplir un massacre retentissant, ce qui lui aurait conféré une gloire immédiate, mais une implacable riposte de Rome. Il tenta donc de créer une porte de sortie au conflit, se servit de sa position de force pour négocier et signer une paix qui garantissait des territoires indépendants aux Lusitaniens, ainsi que la reconnaissance de Viriate comme « ami et allié du peuple romain des Quirites » (titre hautement honorifique que les Romains ne conféraient que rarement et notamment à des rois étrangers) pour cet acte de clémence.
Néanmoins, en 139 av. J.-C., le successeur de Servilianus, Quintus Servilius Caepio, avec l'accord tacite du Sénat romain, reprit les armes.
Viriate, probablement contesté par ses partisans fatigués de la guerre, entama des négociations avec Quintus Servilius Caepio qui, toujours en 139 av. J.-C., mit fin au conflit en soudoyant des traîtres qui assassinèrent Viriate durant son sommeil. Il est rapporté que ce sont les ambassadeurs de Viriathe pour les négociations (Audax, Ditalcus et Minurus) qui commirent cette traîtrise. Quand les félons revinrent chercher leur or, les Romains, reniant leurs accords, les exécutèrent et prononcèrent la célèbre phrase « Roma traditoribus non praemiat » (Rome ne récompense pas les traîtres).
Après sa mort, son « royaume » s'effondra et la résistance celtibère fut définitivement vaincue avec la chute de Numance en 133 av. J.-C.